# Dido Havenaar
Dido Havenaar (Hazerswoude-Dorp, 26 september 1957) is een Nederlands-Japanse voormalige  voetballer die als doelman speelde.
Havenaar begon bij Hazerswoudse Boys voor hij tussen 1979 en 1984 in totaal 80 competitiewedstrijden voor ADO Den Haag speelde. Hierna trok hij naar Japan waar hij actief was in de in de Japan Soccer League en de J League.
Havenaar was bij diverse Japanse clubs en het Japans voetbalelftal actief als keeperstrainer. Ook was hij bij enkele clubs assistent-coach. Zijn zoons Mike Havenaar en Nikki Havenaar werden ook profvoetballer.

## Carrière
| 1979-1984 | ADO Den Haag                   |
| 1986-1988 | Mazda SC / Sanfrecce Hiroshima |
| 1989-1990 | Yomiuri SC / Tokyo Verdy 1969  |
| 1990-1991 | Yomiuri Junior                 |
| 1991-1994 | Toyota / Nagoya Grampus Eight  |
| 1995-1996 | Júbilo Iwata                   |
| 1997-1998 | Consadole Sapporo              |